# 東寺尾
東寺尾（ひがしてらお）は、神奈川県横浜市鶴見区の地名。現行行政地名は東寺尾一丁目から東寺尾六丁目。住居表示実施済区域。1972年（昭和47年）6月5日に廃止された東寺尾町（ひがしてらおちょう）についてもこの項で述べる。

## 地理
鶴見区の南西部に位置し、北に馬場一丁目・三丁目・四丁目、北東に北寺尾一丁目、東に東寺尾中台、東寺尾東台、岸谷二丁目、南に神奈川区西寺尾一丁目・二丁目・四丁目と接している。

### 面積
面積は以下の通りである。
| 丁目         | 面積（km²） |
| ------------ | ----------- |
| 東寺尾一丁目 | 0.302       |
| 東寺尾二丁目 | 0.146       |
| 東寺尾三丁目 | 0.140       |
| 東寺尾四丁目 | 0.151       |
| 東寺尾五丁目 | 0.174       |
| 東寺尾六丁目 | 0.246       |
| 計           | 1.159       |

### 地価
住宅地の地価は、2025年（令和7年）1月1日の公示地価によれば、東寺尾1-28-23の地点で23万8000円/m²、東寺尾5-7-15の地点で24万8000円/m²となっている。

## 歴史

### 沿革
かつて横浜市に編入前のこの場所は、橘樹郡鶴見町大字東寺尾であった。
東寺尾町
- 1927年（昭和2年）4月1日 - 横浜市に編入。横浜市東寺尾町となる[9]。
- 1927年（昭和2年）10月1日 - 横浜市の区制施行により、鶴見区を新設。横浜市鶴見区東寺尾町となる[10]。
- 1929年（昭和4年）9月11日 - 耕地整理に伴い、鶴見町との境界を変更する[10]。
- 1936年（昭和11年）10月20日 - 耕地整理に伴い、東寺尾町の一部を鶴見町へ編入[11]。
- 1939年（昭和14年）1月20日 - 耕地整理に伴い、鶴見町の一部を東寺尾町に編入。土地区画整理事業に伴い、東寺尾町の一部を生麦町へ編入[12]。
- 1951年（昭和26年）7月10日 - 土地区画整理事業に伴い、馬場町との境界を変更する[13]。
- 1959年（昭和34年）1月1日 - 鶴見町の一部を東寺尾町に編入、馬場町との境界を変更する[13]。
- 1960年（昭和35年）3月28日 - 耕地整理に伴い、馬場町との境界を変更する[14]。
- 1960年（昭和35年）4月1日 - 北寺尾町の一部を東寺尾町に編入。東寺尾町の一部を鶴見町、馬場町へ編入[15]。
- 1962年（昭和37年）4月24日 - 土地改良事業に伴い、馬場町との境界を変更する[15]。
- 1967年（昭和42年）5月1日 - 住居表示の実施に伴い、生麦町、神奈川区西寺尾町の各一部を東寺尾町に編入。東寺尾町の一部を岸谷二丁目、岸谷三丁目、神奈川区子安台一丁目、子安台二丁目へ編入[16]。
- 1972年（昭和47年）6月5日 - 住居表示の実施に伴い、東寺尾町の一部を　東寺尾一丁目、東寺尾二丁目、東寺尾三丁目、東寺尾四丁目、東寺尾五丁目、東寺尾六丁目、馬場一丁目、馬場三丁目、馬場四丁目、北寺尾一丁目、東寺尾東台、東寺尾中台、東寺尾北台、鶴見一丁目、鶴見二丁目、寺谷一丁目、寺谷二丁目、諏訪坂、神奈川区西寺尾町へ編入。同時に東寺尾町は廃止となる[17]。

東寺尾
- 1972年（昭和47年）6月5日 - 住居表示の実施に伴い、東寺尾町、馬場町、神奈川区西寺尾町の各一部を分離し、東寺尾一丁目から東寺尾六丁目を新設[17]。

### 町名の変遷
| 実施後       | 実施年月日               | 実施前（各町名ともその一部）                 |
| ------------ | ------------------------ | -------------------------------------------- |
| 東寺尾一丁目 | 1972年（昭和47年）6月5日 | 東寺尾町、馬場町、神奈川区西寺尾町（各一部） |
| 東寺尾二丁目 | 1972年（昭和47年）6月5日 | 東寺尾町、馬場町（各一部）                   |
| 東寺尾三丁目 | 1972年（昭和47年）6月5日 | 東寺尾町、神奈川区西寺尾町（各一部）         |
| 東寺尾四丁目 | 1972年（昭和47年）6月5日 | 東寺尾町（一部）                             |
| 東寺尾五丁目 | 1972年（昭和47年）6月5日 | 東寺尾町（一部）                             |
| 東寺尾六丁目 | 1972年（昭和47年）6月5日 | 東寺尾町、馬場町（各一部）                   |

### 主な出来事
- 1914年（大正3年） - 帝国猟友会による日本初のクレー射撃が、東寺尾に存在した射場で行われた[18]。

## 世帯数と人口
2025年（令和7年）6月30日現在（横浜市発表）の世帯数と人口は以下の通りである。
| 丁目         | 世帯数    | 人口     |
| ------------ | --------- | -------- |
| 東寺尾一丁目 | 2,315世帯 | 4,730人  |
| 東寺尾二丁目 | 995世帯   | 2,110人  |
| 東寺尾三丁目 | 1,388世帯 | 2,913人  |
| 東寺尾四丁目 | 1,253世帯 | 2,466人  |
| 東寺尾五丁目 | 1,333世帯 | 2,685人  |
| 東寺尾六丁目 | 1,668世帯 | 3,413人  |
| 計           | 8,952世帯 | 18,317人 |

### 人口の変遷
国勢調査による人口の推移。
| 年                 | 人口   |
| ------------------ | ------ |
| 1995年（平成7年）  | 17,620 |
| 2000年（平成12年） | 17,169 |
| 2005年（平成17年） | 17,448 |
| 2010年（平成22年） | 17,517 |
| 2015年（平成27年） | 17,699 |
| 2020年（令和2年）  | 18,027 |

### 世帯数の変遷
国勢調査による世帯数の推移。
| 年                 | 世帯数 |
| ------------------ | ------ |
| 1995年（平成7年）  | 6,828  |
| 2000年（平成12年） | 6,906  |
| 2005年（平成17年） | 7,061  |
| 2010年（平成22年） | 7,286  |
| 2015年（平成27年） | 7,574  |
| 2020年（令和2年）  | 8,114  |

## 学区
市立小・中学校に通う場合、学区は以下の通りとなる（2024年11月時点）。
| 丁目         | 番・番地等              | 小学校               | 中学校               |
| ------------ | ----------------------- | -------------------- | -------------------- |
| 東寺尾一丁目 | 1番1〜7号 1番14号〜40番 | 横浜市立上寺尾小学校 | 横浜市立生麦中学校   |
| 東寺尾一丁目 | 1番8〜13号              | 横浜市立馬場小学校   | 横浜市立上の宮中学校 |
| 東寺尾二丁目 | 全域                    | 横浜市立寺尾小学校   | 横浜市立寺尾中学校   |
| 東寺尾三丁目 | 全域                    | 横浜市立寺尾小学校   | 横浜市立生麦中学校   |
| 東寺尾四丁目 | 全域                    | 横浜市立寺尾小学校   | 横浜市立生麦中学校   |
| 東寺尾五丁目 | 全域                    | 横浜市立寺尾小学校   | 横浜市立寺尾中学校   |
| 東寺尾六丁目 | 1〜16番                 | 横浜市立寺尾小学校   | 横浜市立寺尾中学校   |
| 東寺尾六丁目 | 17〜40番                | 横浜市立上寺尾小学校 | 横浜市立寺尾中学校   |
| 東寺尾六丁目 | 41番                    | 横浜市立旭小学校     | 横浜市立寺尾中学校   |

## 事業所
2021年（令和3年）現在の経済センサス調査による事業所数と従業員数は以下の通りである。
| 丁目         | 事業所数  | 従業員数 |
| ------------ | --------- | -------- |
| 東寺尾一丁目 | 77事業所  | 545人    |
| 東寺尾二丁目 | 46事業所  | 323人    |
| 東寺尾三丁目 | 35事業所  | 172人    |
| 東寺尾四丁目 | 39事業所  | 661人    |
| 東寺尾五丁目 | 37事業所  | 456人    |
| 東寺尾六丁目 | 65事業所  | 499人    |
| 計           | 299事業所 | 2,656人  |

### 事業者数の変遷
経済センサスによる事業所数の推移。
| 年                 | 事業者数 |
| ------------------ | -------- |
| 2016年（平成28年） | 312      |
| 2021年（令和3年）  | 299      |

### 従業員数の変遷
経済センサスによる従業員数の推移。
| 年                 | 従業員数 |
| ------------------ | -------- |
| 2016年（平成28年） | 2,410    |
| 2021年（令和3年）  | 2,656    |

## 交通
- 国道1号（第二京浜国道）

## 施設
- 横浜商科大学
- 横浜市立寺尾小学校
- 松蔭寺
- 鶴見警察署 向谷交番

## その他

### 日本郵便
- 郵便番号 : 230-0077[3]（集配局：鶴見郵便局[28]）

### 警察
町内の警察の管轄区域は以下の通りである。
| 丁目         | 番・番地等 | 警察署     | 交番・駐在所 |
| ------------ | ---------- | ---------- | ------------ |
| 東寺尾一丁目 | 全域       | 鶴見警察署 | 向谷交番     |
| 東寺尾二丁目 | 全域       | 鶴見警察署 | 向谷交番     |
| 東寺尾三丁目 | 全域       | 鶴見警察署 | 向谷交番     |
| 東寺尾四丁目 | 全域       | 鶴見警察署 | 岸谷交番     |
| 東寺尾五丁目 | 全域       | 鶴見警察署 | 岸谷交番     |
| 東寺尾六丁目 | 全域       | 鶴見警察署 | 東寺尾交番   |

### ゆかりの人物
- 加山又造 - 日本画家。1980年前後に東寺尾に居住していた[30]。

### 河川
- 入江川 - 当地を源流とし、現在は下水処理水を利用した「入江川せせらぎ緑道」として整備されている。